# Petru Lucinschi
Petru Lucinschi (* 27. ledna 1940, Rădulenii Vechi, Besarábie, Velké Rumunsko; dnes Moldavsko) je bývalý moldavský politik. Byl druhý prezident Moldavska, funkci zastával v letech 1997 až 2001.

## Životopis
Roku 1962 dokončil Kišiněvskou státní univerzitu, od roku 1960 zastával různé funkce v moldavském Komsomolu (na konci 60. let první tajemník Ústředního výboru), od roku 1971 zastával stranické funkce: ideologický tajemník ÚV KS Moldávie (1971–1976), první tajemník kišiněvského Městského výboru KS Moldávie (1976–1978). V letech 1978 až 1986 zastával vysoké pozice v ÚV KSSS v Moskvě, poté byl vyslán do Dušanbe jako druhý tajemník ÚV KS Tádžikistánu. Od roku 1989 působil opět na ÚV KSSS v Moskvě.

Jeho slibnou stranickou kariéru ukončil roku 1991 rozpad Sovětského svazu. Krátce pracoval v Ruské akademii věd, poté v letech 1992 až 1993 byl velvyslancem Moldavska v Moskvě. Od roku 1993 zastával post předsedy Parlamentu Moldavské republiky. V roce 1996 byl zvolen v druhém kole prezidentem Moldavska. Jeho politika preferovala bližší vztahy se Západem na úkor Moskvy. V prezidentských volbách roku 2001 jej porazil kandidát komunistů Vladimir Voronin.
Lucinschi byl od roku 1967 podle místa svého působení poslancem různých parlamentů: Nejvyššího sovětu Moldavské SSR (1967–1980), Nejvyššího sovětu Tádžické SSR (1986–1990), Nejvyššího sovětu SSSR (1986–1991) a Parlamentu Moldavské republiky (1990–1996 za Agrární stranu a od 2005 za Liberálně-demokratickou stranu).

## Vyznamenání
- Řád rudého praporu práce – udělen dvakrát – Sovětský svaz[1]
- Řád přátelství mezi národy – Sovětský svaz[1]
- Pamětní medaile 850. výročí Moskvy – Rusko, 6. září 1997[2]
- velkokříž Řádu čestné legie – Francie, 1998[3]
- velkokříž Řádu Spasitele – Řecko, 1999[3]
- velkokříž s řetězem Řádu rumunské hvězdy – Rumunsko, 2000[3][4]
- Řád republiky – Moldavsko, 27. ledna 2005[5]